# 那加住吉町
那加住吉町（なかすみよしちょう）は、岐阜県各務原市の地名。現行行政町名は那加住吉町一丁目から五丁目。

## 地理
各務原市の那加地区に属する。町域の東部は那加桐野外二ケ所大字入会地、西部は那加桜町、那加大東町、南部は那加官有地無番地（岐阜基地）、北部は那加桜町、那加織田町、那加信長町に接する。
地名は、住みよい町になるようにの意味が込められている
道路
- 国道21号（那加バイパス）
- 那加メーンロード
- 飛行場通り

## 歴史
1978年（昭和53年）1月3日、那加桜町一丁目の一部をもって那加住吉町が成立。

## 世帯数と人口
2024年（令和6年）10月1日現在の世帯数と人口は以下の通りである。
| 丁目             | 世帯数  | 人口  |
| ---------------- | ------- | ----- |
| 那加住吉町一丁目 | 32世帯  | 69人  |
| 那加住吉町二丁目 | 66世帯  | 110人 |
| 那加住吉町三丁目 | 8世帯   | 15人  |
| 那加住吉町四丁目 | 38世帯  | 65人  |
| 那加住吉町五丁目 | 30世帯  | 75人  |
| 計               | 174世帯 | 334人 |

## 小・中学校の学区
市立小・中学校に通う場合、学区は以下の通りとなる。
| 番・番地等 | 小学校                   | 中学校               |
| ---------- | ------------------------ | -------------------- |
| 全域       | 各務原市立那加第二小学校 | 各務原市立桜丘中学校 |

## 交通
最寄り駅は名古屋鉄道各務原線各務原市役所前駅

## 主な施設
- 十六銀行各務原支店
- 住吉公園